# ماجونو
ماجونو (به انگلیسی: Majunu) فیلمی هندی محصول سال ۲۰۰۱ و به کارگردانی راویچاندران است. در این فیلم بازیگرانی همچون پراشانت، رینکی خانا، راغوواران، سنو سود، ویویک و راتی آگنیهوتری ایفای نقش کرده‌اند.